# Yaritagua
Yaritagua – miasto w Wenezueli, w stanie Yaracuy, siedziba gminy Peña.
Według danych szacunkowych na rok 2009 liczy 118 589 mieszkańców..